# 揖斐川町立藤橋中学校
揖斐川町立藤橋中学校（いびがわちょうりつ ふじはしちゅうがっこう）は、かつて岐阜県揖斐郡揖斐川町にあった公立中学校。

## 概要
- 西横山、東横山、鶴見、東杉原が校区であり、旧・藤橋村の中学校であった。

## 沿革
ここでは藤橋中学校に統合された中学校についても記述する。
- 1947年（昭和22年）4月 - 藤橋村立藤橋中学校として開校。横山小学校[注釈 1]との併設校。杉原分校を設置。
- 1949年（昭和24年） - 校舎が完成。
- 1950年（昭和25年）
  - 3月 - 杉原分校が藤橋村立杉原中学校として分立する。
  - 　4月 - 藤橋村立横山中学校に改称する。
- 1957年（昭和32年）
  - 4月 - 火災により校舎が全焼する。
  - 10月 - 校舎を再建する。
- 1982年（昭和57年）4月　-　杉原中学校を吸収統合。同時に藤橋村立藤橋中学校に改称し、横山小学校との併設を解消し、独立校となる。
- 1987年（昭和62年）4月 - 徳山中学校を統合。
- 2005年（平成17年）1月31日 - 揖斐川町、谷汲村、久瀬村、春日村、坂内村、藤橋村と合併し、揖斐川町が発足。同時に揖斐川町立藤橋中学校に改称する。
- 2007年（平成19年）3月 - 北和中学校に統合され、廃校。